# Barrett M82
Il fucile M82 Barrett (anche detto light fifty) è un fucile semiautomatico a corto rinculo, prodotto dalla Barrett Firearms Manufacturing.
Si tratta di un fucile di precisione anti-materiale in calibro .50 BMG (12,7 × 99 mm NATO). Grazie alla lunga gittata e la disponibilità di munizioni altamente efficaci (come API o Raufoss Mk 211) l'M82 si rivela molto efficace contro obiettivi come stazioni radar, camion, aerei ed elicotteri parcheggiati, ma può essere usato per colpire soldati distanti o dietro protezioni; tuttavia il compito anti-uomo non s'addice all'M82, come del resto neppure a qualsiasi altro fucile cal .50. Dati peso e dimensioni, non è adatto per impieghi a corto raggio o di ingaggio istintivo. È spesso confrontato con il Fucile di precisione Gepard M1, antimateriale e di potenza paragonabile. Grazie alla cartuccia di produzione più recente Barrett (il .416), il fucile ha ulteriormente incrementato la sua portata e precisione a discapito del potere d'arresto.

## Storia, evoluzione e modelli
Ronnie Barrett fondò Firearms con il solo scopo di produrre fucili da cecchino camerati per la potente munizione .50 BMG (Browning machine gun), originariamente sviluppata e usata dalle mitragliatrici pesanti come la Browning M2HB. Barrett ha iniziato il suo lavoro nei primi mesi del 1980 e i primi fucili furono pronti nel 1982, da qui la designazione M82. Barrett continuò a sviluppare e migliorare il suo fucile durante i primi anni 80 arrivando alla creazione dell'M82A1 nel 1986. Il primo vero 
l'acquisto di 100 pezzi da parte dell'esercito svedese nel 1989, seguito poi negli anni 1990-1991 quando l'esercito americano cominciò ad acquistare grandi quantità di Barrett M82A1 per utilizzarli nell'Operazione Desert Shield (in Kuwait) prima e nella più famosa Operazione Desert Storm (in Kuwait e in Iraq) poi.
L'M82A1 è conosciuto dai militari statunitensi come SASR (Special Applications Scoped Rifle - letteralmente fucile con mirino per applicazioni speciali) è stato ed è tuttora utilizzato come arma anti-materiale e come strumento EOD (Explosive Ordnance Disposal) eliminazione di materiale esplosivo. Un ulteriore sviluppo ha portato nel 1987 all'M82A2, un fucile bullpup che era stato progettato per poter sparare tenendolo in spalla (le precedenti versioni avevano bisogno di un cavalletto bipede), evidentemente concepito per colpire bersagli mobili come elicotteri. Questo fucile non ebbe mai un gran successo e venne ben presto tolto dalla produzione.
L'ultima evoluzione della serie M82 è il fucile M82A1M anche conosciuto come M82A3, adottato dall'USMC e prodotto in gran numero. Il fucile si distingue dalla versione precedente poiché presenta una guida di tipo Picatinny alla quale possono essere attaccati i più vari sistemi di puntamento. Altre modifiche sono l'alleggerimento della meccanica, l'aggiunta di un monopiede posteriore, il sistema bipede anteriore rimovibile e il freno di bocca migliorato. I suoi successori, il Barrett M90 ed il Barrett M95, sono stati prodotti per quell'utenza che preferisce un otturatore girevole-scorrevole piuttosto che un'azione semi automatica.

## Tecnica
Il fusto del fucile è composto da due parti (superiore e inferiore), stampato in lamiera d'acciaio e collegati da cross-pin. La canna è scanalata per migliorare la dissipazione del calore e risparmiare peso. Sulla volata presenta un freno di bocca di grandi dimensioni che nelle prime versioni era di sezione rotonda con due fori per lato mentre i successivi modelli sono equipaggiati con un freno sempre a due fori per lato ma di sezione rettangolare in grado di ridurre lo sforzo di rinculo del 65%. Per quanto riguarda gli organi di mira, il fucile è spesso equipaggiato con ottiche a 10x per tiri che variano fra 500 e 1800 metri, in ogni caso sono sempre presenti mirini metallici pieghevoli.
Tutti i fucili della serie M82 sono dotati di maniglia pieghevole per il trasporto e di un bipiede anch'esso pieghevole (entrambi amovibili nel modello M82A3). Nell'M82A3 è anche presente un monopiede situato sotto la calciatura, mentre la parte terminale del calcio è dotata di ammortizzatore di rinculo a molle. I modelli M82A1 e M82A3 potrebbero essere montati su M3 o su un treppiede M122 (originariamente destinati a mitragliatrici) o su veicoli utilizzando il Barrett soft-mount (uno speciale sistema che assorbe il rinculo dell'arma).
L'M82A1 può essere munito di cinghia per il trasporto anche se a causa del peso e delle dimensioni è molto scomodo, infatti solitamente è posto in una valigetta rigida o in una custodia. Il fucile viene trasportato smontato in due parti ed è assemblato e pronto al fuoco in meno di un minuto grazie all'inserimento di solo due perni.

## Utilizzo
Il fucile è ordinanza di diversi eserciti e polizie; in Italia è in dotazione al Reggimento San Marco, al Reggimento d'assalto paracadutisti Col Moschin, al Reggimento Carabinieri "Tuscania", al G.I.S. dei Carabinieri, al 17º Stormo incursori e al 4º Reggimento Alpini Paracadutisti "RANGER".
L'M82A1 è stato usato nel 2002 come piattaforma per lo sviluppo di prototipi di OSW (Objective Sniper Weapon). È stato dotato di una canna più corta di 25 mm e utilizzato per sparare cartucce esplosive a bassa velocità sviluppate in origine per il lanciagranate automatico 25 mm OCSW. L'esperimento ha dimostrato una grande efficacia contro i bersagli più disparati, con l'unico inconveniente che il rinculo era fuori da ogni capacità umana di sopportazione.

## Record di tiro
Con questo fucile è stato stabilito il record italiano di tiro, a 2280 metri di distanza in territorio iracheno (fonte : Esercito Italiano)